# 197-й истребительный авиационный полк (1-го формирования)
197-й истребительный авиационный полк — воинское подразделение Вооружённых Сил СССР в Великой Отечественной войне.

## История
Формировался в ЛВО в июне 1941 года.
В составе действующей армии с 24.06.1941 по 25.11.1942.
На 22.06.1941 года базировался на аэродроме под Ленинградом, входил в состав войск ПВО и находился в стадии формирования.
В начале июля 1941  прибыл под Петрозаводск, имея в составе 17 самолётов И-153, где вошёл в состав 55-й смешанной авиационной дивизии.
Основной задачей полка было прикрытие бомбардировщиков, входящих в состав дивизии.
В октябре 1941 года вошёл в состав 103-й смешанной авиационной дивизии и перебазировался севернее, на Сегежском аэроузле, обеспечивал южный фланг Карельского фронта.
В марте 1942 года вошёл в состав вновь создаваемых ВВС 14-й армии, получил на вооружение самолёты Харрикейн. Основной задачей полка являлась охрана Мурманской железной дороги в районе станции Оленья от вражеских бомбардировщиков.
Приказом Наркома обороны от 10.11.1942 года полк переформирован в 197-й смешанный авиационный полк и придан 14-й армии, переформирование было завершено 25.11.1942 года. 

## Подчинение
| Дата            | Фронт (округ)    | Армия               | Корпус | Дивизия                                    | Примечания |
| --------------- | ---------------- | ------------------- | ------ | ------------------------------------------ | ---------- |
| 22.06.1941 года | Северный фронт   | -                   | -      | 3-я истребительная авиационная дивизия ПВО | -          |
| 01.07.1941 года | Северный фронт   | -                   | -      | 3-я истребительная авиационная дивизия ПВО | -          |
| 10.07.1941 года | Северный фронт   | -                   | -      | 55-я смешанная авиационная дивизия         | -          |
| 01.08.1941 года | Северный фронт   | 7-я армия           | -      | 55-я смешанная авиационная дивизия         | -          |
| 01.09.1941 года | Карельский фронт | -                   | -      | 55-я смешанная авиационная дивизия         | -          |
| 01.10.1941 года | -                | 7-я отдельная армия | -      | 55-я смешанная авиационная дивизия         | -          |
| 01.11.1941 года | Карельский фронт | 14-я армия          | -      | 103-я смешанная авиационная дивизия        | -          |
| 01.12.1941 года | Карельский фронт | -                   | -      | 103-я смешанная авиационная дивизия        | -          |
| 01.01.1942 года | Карельский фронт | -                   | -      | 103-я смешанная авиационная дивизия        | -          |
| 01.02.1942 года | Карельский фронт | -                   | -      | 103-я смешанная авиационная дивизия        | -          |
| 01.03.1942 года | Карельский фронт | -                   | -      | 103-я смешанная авиационная дивизия        | -          |
| 01.04.1942 года | Карельский фронт | 14-я армия          | -      | -                                          | -          |
| 01.05.1942 года | Карельский фронт | 14-я армия          | -      | -                                          | -          |
| 01.06.1942 года | Карельский фронт | 14-я армия          | -      | -                                          | -          |
| 01.07.1942 года | Карельский фронт | 14-я армия          | -      | -                                          | -          |
| 01.08.1942 года | Карельский фронт | 14-я армия          | -      | -                                          | -          |
| 01.09.1942 года | Карельский фронт | 14-я армия          | -      | -                                          | -          |
| 01.10.1942 года | Карельский фронт | 14-я армия          | -      | -                                          | -          |
| 01.11.1942 года | Карельский фронт | 14-я армия          | -      | -                                          | -          |

## Командиры
- Жемчужин Алексей Алексеевич, майор, с ??.??.???? по 06.12.1941
- Шамышейский Дмитрий Павлович, майор (август 1941 г. - 12.09.1942, погиб в авиакатастрофе [1])
- Ходаковский Фёдор Сидорович, майор (сентябрь - ноябрь 1942 г., назначен командиром 197-го смешанного авиаполка)

## Наиболее отличившиеся лётчики полка
- Белянин Иван Степанович, старший лейтенант, командир звена. Указ Президиума ВС СССР от 13.02.1942 г.
- Бровцев Алексей Михайлович, сержант, пилот. Приказ Военного Совета Карельского фронта №0383 от 23.07.1942 г.
- Иссерж Бениамин Давыдович, капитан, командир эскадрильи. Приказ Военного Совета Карельского фронта №424 от 19.08.1942 г.
- Кулешов Фёдор Павлович, старший лейтенант, заместитель командира эскадрильи. Приказ Военного Совета Карельского фронта №424 от 19.08.1942 г.
- Манышев Иван Иванович, старший лейтенант, командир эскадрильи. Указ Президиума ВС СССР от 13.02.1942 г.
- Попков Александр Андреевич, лейтенант, заместитель командира эскадрильи. Приказ Военного Совета Карельского фронта №0383 от 23.07.1942 г.
- Рутковский Владимир Казимирович, лейтенант, командир звена. Приказ Военного Совета Карельского фронта №0383 от 23.07.1942 г.
- Тихомиров Виталий Леонтьевич, младший лейтенант, пилот. Приказ Военного Совета Карельского фронта №122 от 22.03.1942 г.
- Шамышейский Дмитрий Павлович, майор, командир полка. Приказ Военного Совета Карельского фронта №329 от 23.06.1942 г.
- Шапошников Владимир Мефодьевич, старшина, командир звена. Приказ Военного Совета Карельского фронта №424 от 19.08.1942 г.